# Neoitamus inornatus
Neoitamus inornatus är en tvåvingeart som beskrevs av Ricardo 1919. Neoitamus inornatus ingår i släktet Neoitamus och familjen rovflugor. Inga underarter finns listade i Catalogue of Life.